# Российский бульвар (Санкт-Петербург)
Росси́йский бульвар — бульвар в Красносельском районе Санкт-Петербурга. Расположен в историческом районе Сергиево. Проходит от проспекта Ленина и завершается за 7-й линией перед Красносельским шоссе.

## Магистрали
Российский бульвар граничит или пересекается со следующими магистралями:
| 1. Интернациональная улица 2. Проспект Ленина 3. Советская улица | 1. Российский переулок 2. 1-я Линия 3. 4-я Линия | 1. 7-я Линия |

## Транспорт
- Метро:

- Ближайшая станция — «Проспект Ветеранов» — приблизительно в 9 км от бульвара

- Автобусы:

- Остановка «Станция Сергиево»: № 229, 359, 635, 486В

- Железнодорожный транспорт:

- Станция «Сергиево» в начале бульвара

## Объекты
- Исторический вокзал станции «Сергиево»
- Церковь иконы Божией Матери «Всех Скорбящих радость» (на пересечении Российского бульвара, Интернациональной улицы и проспекта Ленина)
- Средняя школа № 414 (Российский бульвар, 4/2)